# Falistość powierzchni
Falistość powierzchni – nierówności będące składową powierzchni rzeczywistej o charakterze przypadkowym lub zbliżonym do postaci okresowej, których odstępy znacznie przewyższają odstępy chropowatości powierzchni. 
W budowie maszyn jest błędem wykonawczym najczęściej spowodowanym wibracjami w maszynach wytwórczych w czasie obróbki elementu. Falistość jest okresową nierównością, którą można opisać falą, przy czym strzałka fali jest mniejsza co najmniej 40 razy od długość fali. Elementy charakteryzujące się większą falistością uznawane są za braki produkcyjne. 
W wielu wypadkach wymagana jest dużo mniejsza falistość niż ta graniczna. Falistość mierzy się wyznaczając średnią arytmetyczną pięciu największych odchyleń na długości odcinka pomiarowego mierzonych w mikrometrach. Wyliczony tak parametr Wz umieszcza się na rysunku obok znaku chropowatości.